# 圣皮埃尔 (马恩省)
圣皮埃尔（法語：Saint-Pierre，法語發音：[sɛ̃ pjɛʁ] ⓘ）是法国马恩省的一个市镇，位于该省中部，属于香槟沙隆区。

## 地理
圣皮埃尔（48°56'48"N, 4°14'39"E）面积10.27 平方千米，位于法国大東部大區马恩省，该省份为法国东北部内陆省份，北起阿登省，西北接埃纳省，西南接塞纳-马恩省，南至奥布省，东南接上马恩省，东临默兹省。
与圣皮埃尔接壤的市镇（或旧市镇、城区）包括：尚皮尼厄勒香槟、马图格、蒂比、维莱堡。

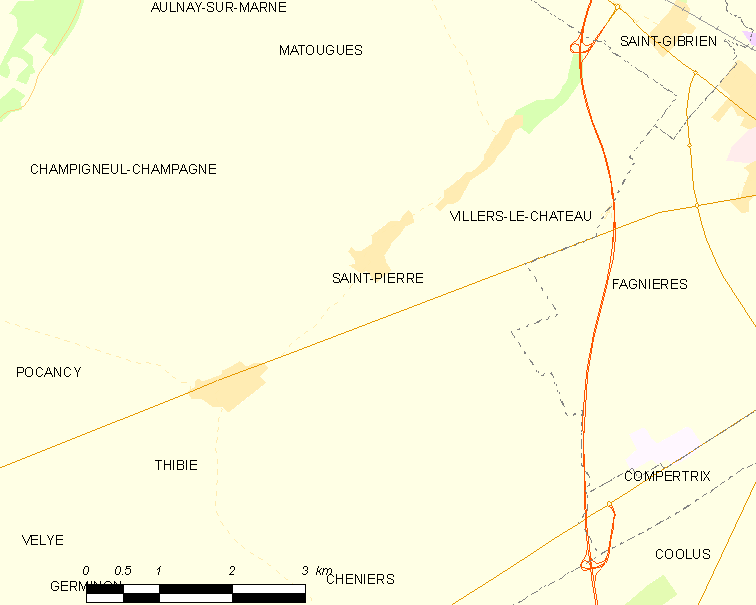
的OSM定位图

圣皮埃尔的时区为UTC+01:00、UTC+02:00（夏令时）。

## 行政
圣皮埃尔的邮政编码为51510，INSEE市镇编码为51509。

## 政治
圣皮埃尔所属的省级选区为香槟沙隆第二县。

## 人口

1962-2008年间人口变化图示

圣皮埃尔于2022年1月1日时的人口数量为300人。